# アマーリエ・ゾフィー・フォン・ヴァルモーデン
アマーリエ・ゾフィー・フォン・ヴァルモーデン（Gräfin Amalie Sophie von Wallmoden, Countess of Yarmouth, 1704年4月1日 - 1765年10月19日）は、イギリス王ジョージ2世のドイツ生まれの愛妾。

## 出自
ヨハン・フランツ・フォン・ヴェント（1678年 - 1740年）とその妻フリーデリケ・シャルロッテ・フォン・デム・ブッシェ（1686年 - 1752年）の間の一人娘、アマーリエ・ゾフィー・マリアンネ・フォン・ヴェント（Amalie Sophie Marianne von Wendt）として生まれた。母方の祖母カタリーナ・マリア・フォン・マイゼンブークはイギリス王ジョージ1世の最初の愛妾であった。祖母カタリーナの姉クラーラ・エリーザベト・フォン・プラーテンはジョージ1世の父親のハノーファー選帝侯エルンスト・アウグストの愛妾で、ジョージ1世の正妻ゾフィー・ドロテアの永久蟄居の原因となったケーニヒスマルク事件の黒幕として知られている。また父ヨハンは、ジョージ1世の末弟のヨーク・オールバニ公エルンスト・アウグストと同性愛関係にあったことが、2人の往復書簡から明らかになっている。アマーリエは1727年にハノーファーにおいて、アダム・ゴットリープ・フォン・ヴァルモーデン伯爵（1704年 - 1752年）と結婚し、間に1男1女をもうけた。

## 生涯
1735年、実家のハノーファーを訪れたジョージ2世王と知り合い、すぐさま王の心を虜にした。しかしアマーリエは既婚者だったため、ジョージ2世は彼女の夫ヴァルモーデンに文句を言わせまいとして、1000ドゥカーテンの見舞金を下賜した。ジョージ2世は若い愛人との恋愛模様を、王妃キャロラインに宛てた総計40ページ以上にわたる手紙の中でこまごまと報告し、王妃に助言を求めた。また同じ話題について、王は枢密院会議で宰相ロバート・ウォルポールにも相談を持ちかけている。間もなく王はロンドンに帰ることになったが、王はこのとき非常に不愉快そうにしていたという。王の不快の原因は持病の痔疾と、アマーリエとの別離であった。
翌1736年、ジョージ2世は再び大陸領を訪れた。今度の滞在時には、王とアマーリエは誰にも邪魔されずに蜜月を過ごした。アマーリエはその年の春に男児を出産したが、この子は王の胤であったものの母親の夫の姓を名乗った。この息子、ヨハン・ルートヴィヒ・フォン・ヴァルモーデン＝ギンボルン（1736年 - 1811年）は、後にハノーファー軍の陸軍元帥に昇進した。ジョージ2世が愛人との生活にかまけて長くイギリスに帰らないため、イギリス国民は王を非難し始めた。また夫に代わって国務を代行するキャロライン王妃の忍耐も限界にきていた。ジョージ2世に帰国を決意させるため、ウォルポールはキャロライン王妃に対し、帰国にあたってはアマーリエを伴うことを許すとする手紙を王に書き送るよう勧告した。王妃が愛人同伴の帰国を許可したことに王は強く心を動かされ、帰国を決意した。しかし王はアマーリエをイギリスに連れて行くことは我慢し、1736年12月上旬にイングランドへ戻った。
1737年11月20日、長く病がちだったキャロライン王妃が死去する。王妃は死に際に夫君に対し、彼女に気兼ねせず再婚するように頼んだという。しかし王は「いや、持つのは愛人だけにするよ（„Non, j’aurai des maitresses!“）」と返答した。宰相ウォルポールはアマーリエに対し、ハノーファーを出てイングランドに渡るよう要請した。それまで、ロンドン宮廷においては、デロレーン伯爵の若い未亡人メアリー・スコットが王の寝所に侍っていたが、一時しのぎの存在でしかなかった。アマーリエはイギリス到着とともに王の唯一の公妾としての地位を占めた。彼女は王の寵愛を笠に着て何をしても許されることを知ると、1740年にヤーマス女伯（Countess of Yarmouth）の爵位を王からもらい、さらに地主たちに貴族の称号を売り始めた。
アマーリエは王の心から偉大な王妃キャロラインを忘れさせることは出来なかった。しかしジョージ2世がそれまで囲ってきた、サフォーク伯爵夫人を始めとする大勢の愛人たちの中では、王の人生に最も大きな影響を与えた存在だった。ジョージ2世の晩年に王の老衰が著しくなると、レディ・ヤーマス（Lady Yarmouth）と呼ばれたアマーリエが王と内閣の調停役を務めることが多くなっていった。彼女はセント・ジェームズ宮殿とケンジントン宮殿にそれぞれ住居を与えられ、夫とは1740年に正式に離婚してイギリスの市民権を認められ、年額4000ポンドの年金を与えられていた。ジョージ2世と1760年に死別した後は、年額1万ポンドの終身年金をイギリス政府より約束され、しばらくは引き続いてイギリスに居住した。しかし最後は故郷ハノーファーに帰り、1765年に乳癌のために世を去った。